# Wie William Shakespeare wurde
Wie William Shakespeare wurde ist ein Musical von Marc Schubring (Musik) und Wolfgang Adenberg (Buch und Liedtexte), das am 18. November 2018 in der Oper Graz als Co-Produktion mit dem Theater Next Liberty uraufgeführt wurde. Regie führte Michael Schilhan.
Das Musical erzählt über die Jugendjahre des englischen Dichters William Shakespeare und geht der Frage nach, wie aus einem einfachen Handschuhmachersohn aus Stratford der weltberühmte Autor werden konnte.
1577, im Alter von 13 Jahren, muss William erleben, dass sein Vater sein gesamtes Vermögen verliert. William muss die Schule verlassen und gegen seinen Willen in der Handschuhwerkstatt seines Vaters als Lehrling arbeiten. Durch die Begegnung mit einer Theatertruppe lernt er die Welt der Bühne kennen und entschließt sich, ein Leben als Schauspieler und Schriftsteller zu führen. Seine Eltern sind jedoch strikt dagegen und versuchen ihn von seinem Vorhaben abzubringen.

## Original Cast
| Name             | Figur                                                                                      |
| ---------------- | ------------------------------------------------------------------------------------------ |
| Dennis Hupka     | William „Will“ Shakespeare                                                                 |
| Florian Stanek   | Richard Field, sein bester Freund                                                          |
| Benjamin Rufin   | John Shakespeare, Wills Vater                                                              |
| Jutta Panzenböck | Mary Shakespeare, Wills Mutter / Königin Elisabeth                                         |
| Amelie Bauer     | Juliet Hall                                                                                |
| Terry Chladt     | Peter Mallory II., Bühnenautor und Schauspieldirektor                                      |
| Stefan Moser     | Walter Newsom, Bürger von Stratford / Thomas Jenkins, Lehrer / Oliver Harris, Schauspieler |